# Weisenheim am Berg

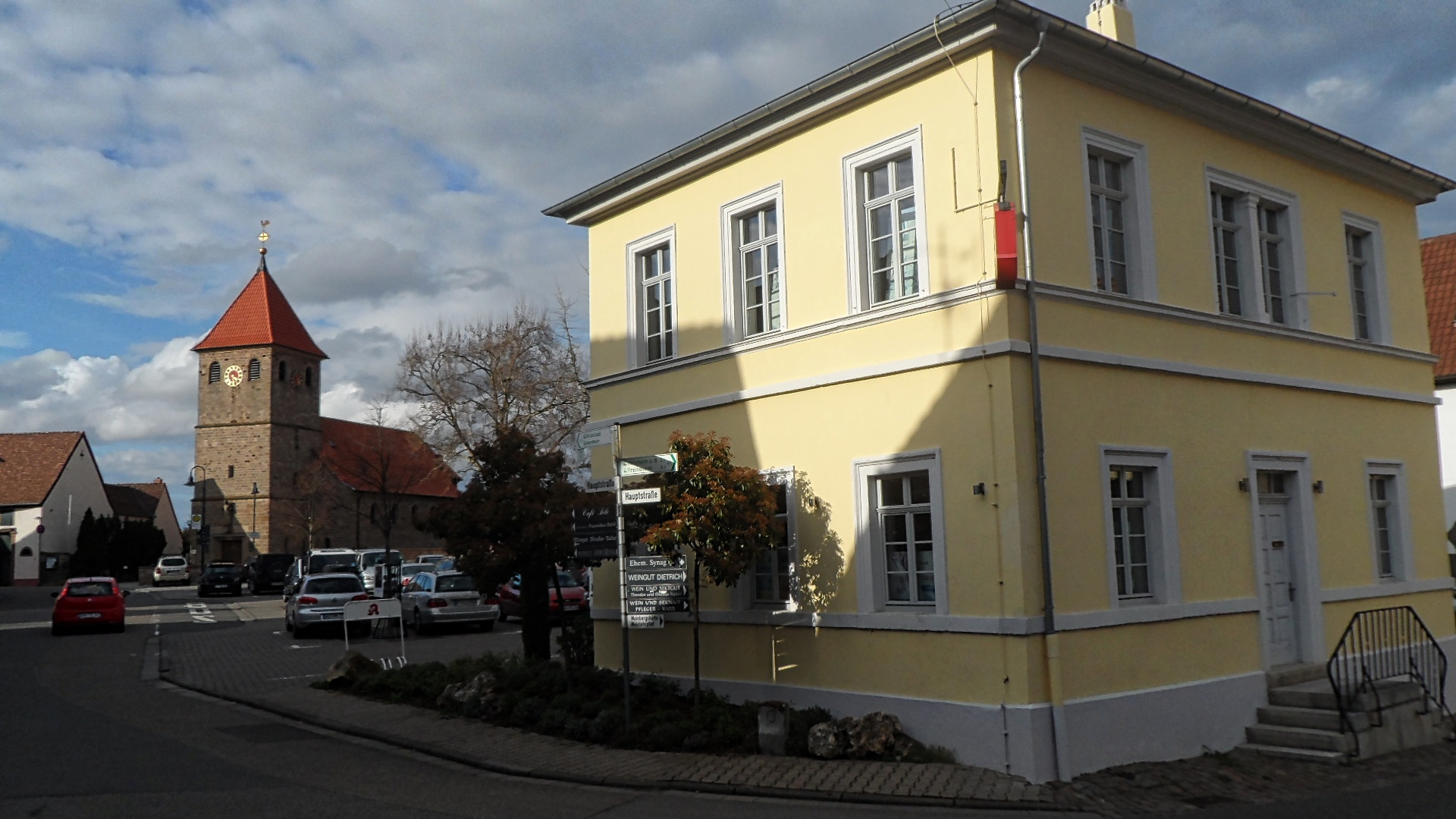
Ortsmitte mit St. Jakob und ehemaligem katholischen Schulhaus (jetzt Apotheke)

Weisenheim am Berg, pfälzisch „Weisrem“ (bzw. zur Verdeutlichung, dass nicht Weisenheim am Sand gemeint ist: „Weisemberg“), ist eine Ortsgemeinde im Landkreis Bad Dürkheim in Rheinland-Pfalz. Sie gehört der Verbandsgemeinde Freinsheim an.

## Geographie

### Lage
Die Gemeinde selbst liegt am Haardtrand; der Westen der Gemarkung ragt in den Pfälzerwaldes hinein und gehört zu dessen Teilbereich Leininger Sporn. 55 Prozent der Gemarkungsfläche sind bewaldet. Im Süden befindet sich Bad Dürkheim, im Westen Altleiningen, im Norden Bobenheim am Berg und östlich liegt Herxheim am Berg.

### Erhebungen und Gewässer
Auf der Waldgemarkung befindet sich das Krumbachtal, das vom namensgebenden Bach durchflossen wird; in diesem Bereich befindet sich außerdem der Ungeheuersee. Weiter westlich befindet sich das Langental, das vom Langentalbach durchflossen wird, befindet sich teilweise ebenfalls innerhalb der Gemeindegemarkung. In diesem Bereich erstrecken sich außerdem der Mittelberg und der Kühberg. Mitten innerhalb der Bebauung befindet sich der Wingertsberg. Weiter westlich existiert außerdem eine zu Weisenheim gehörende Exklave, die im Süden von der Isenach begrenzt wird.

## Geschichte
Die erste urkundliche Erwähnung des Ortes war im Jahr 771 im Lorscher Codex. Vor 1245 gehörte Weisenheim zum nördlichen Besitz des Klosters Höningen. Während der Zeit der Stammesherzogtümer lag der Ort im Herzogtum Franken. Später gehörte er bis zum Ende des 18. Jahrhunderts zu Leiningen-Dagsburg.
Von 1798 bis 1814, als die Pfalz Teil der Französischen Republik (bis 1804) und anschließend Teil des Napoleonischen Kaiserreichs war, war Weissenheim am Berg – so die damalige Schreibweise – in den Kanton Dürkheim eingegliedert und besaß eine eigene Mairie.  1815 hatte der Ort 650 Einwohner. Im selben Jahr wurde der Ort zunächst Österreich zugeschlagen. Ein Jahr später wechselte er in das Königreich Bayern. Von 1818 bis 1862 war die Gemeinde Bestandteil des Landkommissariat Neustadt, das anschließend in ein Bezirksamt umgewandelt wurde.
1902 wechselte der Ort zum Bezirksamt Dürkheim, ehe dieses 1931 wieder in sein Neustadter Pendant eingegliedert wurde. Ab 1939 war der Ort Bestandteil des Landkreises Neustadt. Nach dem Zweiten Weltkrieg wurde die Gemeinde innerhalb der französischen Besatzungszone Teil des Regierungsbezirks Pfalz im damals neu gebildeten Landes Rheinland-Pfalz. Im Zuge der ersten rheinland-pfälzischen Verwaltungsreform wechselte der Ort am 7. Juni 1969 in den neu geschaffenen Landkreis Bad Dürkheim. Drei Jahre später wurde sie der ebenfalls neu gebildeten Verbandsgemeinde Freinsheim zugeordnet.

## Religion

### Christentum
Die Katholiken gehören zum Bistum Speyer und unterstehen dort dem Dekanat Bad Dürkheim, die Evangelischen zur Protestantischen Landeskirche der Pfalz. Seit 2016 ist Weisenheim katholischerseits Bestandteil der in Bad Dürkheim ansässigen Pfarrei Hl. Theresia vom Kinde Jesu und bildet deren Filiale St. Nikolaus.

### Judentum
Vor Ort befand sich eine Synagoge, die bis 1909 genutzt wurde. Am 22. Oktober 1940 wurden die in Weisenheim lebenden Juden im Zuge der Wagner-Bürckel-Aktion deportiert. Im Ort selbst befinden sich zwei Stolpersteine, die an zwei 1940 deportierte jüdische Mitbürgerinnen erinnern.

## Politik

### Gemeinderat
Der Gemeinderat in Weisenheim besteht aus 16 Ratsmitgliedern, die bei der Kommunalwahl am 9. Juni 2024 in einer personalisierten Verhältniswahl gewählt wurden, und dem ehrenamtlichen Ortsbürgermeister als Vorsitzendem.
Die Sitzverteilung im Gemeinderat:
| Wahl | SPD | CDU | Grüne | FDP | BfW * | Gesamt   |
| ---- | --- | --- | ----- | --- | ----- | -------- |
| 2024 | 3   | 6   | 2     | –   | 5     | 16 Sitze |
| 2019 | 5   | 7   | 2     | –   | 2     | 16 Sitze |
| 2014 | 4   | 8   | 1     | –   | 3     | 16 Sitze |
| 2009 | 6   | 9   | –     | 1   | –     | 16 Sitze |
| 2004 | 6   | 9   | –     | 1   | –     | 16 Sitze |

### Bürgermeister
Edmund Müller (BfW) wurde am 10. Juli 2024 Ortsbürgermeister von Weisenheim am Berg. Bei der Direktwahl am 9. Juni 2024 hatte er sich mit einem Stimmenanteil von 70,4 % gegen eine Mitbewerberin durchgesetzt.
Müllers Vorgänger Joachim Udo Schleweis (CDU) war zur Wahl 2024 nicht erneut angetreten. Damit endete eine 30-jährige Ära, in der die Partei den Ortsbürgermeister der Gemeinde gestellt hatte.

### Wappen

Banner

| Wappen von Weisenheim am Berg | Blasonierung: „Von Silber und Schwarz geteilt, oben die miteinander verschlungenen schwarzen Großbuchstaben WAB, unten ein sechsstrahliger goldener Stern, beseitet von je einer silbernen Rose mit goldenem Butzen.“ |
| Wappen von Weisenheim am Berg | Wappenbegründung: Weisenheim bediente sich ursprünglich mit Bobenheim am Berg und Kleinkarlbach eines gemeinsamen Siegels, belegt zu 1519 (LA Speyer, D 24 Nr. 378). Erst 1764 ist ein Weisenheimer Gerichtssiegel belegt, dem das lange gewohnheitsrechtlich geführte, erst 1984 genehmigte Wappen nachgebildet wurde. Es zeigt die Buchstaben WAB = Weisenheim am Berg in Ligatur und in der unteren Schildhälfte wohl den Gerichtsstern. Genehmigung: 14. April 1984, Bezirksregierung, Neustadt an der Weinstraße |

### Gemeindepartnerschaften
Die Gemeinde unterhält Partnerschaften mit Plaus (Südtirol, Italien), St. Gengoux le National (Mâcon, Frankreich) und Niederdorla (Thüringen).

## Kultur und Sehenswürdigkeiten

### Kulturdenkmäler
Vor Ort existieren insgesamt 25 Objekte, die unter Denkmalschutz stehen, darunter das Gebäude der
ehemaligen Synagoge und die protestantische Kirche, ehemals St. Johannes und Paulus. Letztere stellt das älteste Bauwerk innerhalb der Gemeinde dar und weist mittelalterliche Malereien auf.

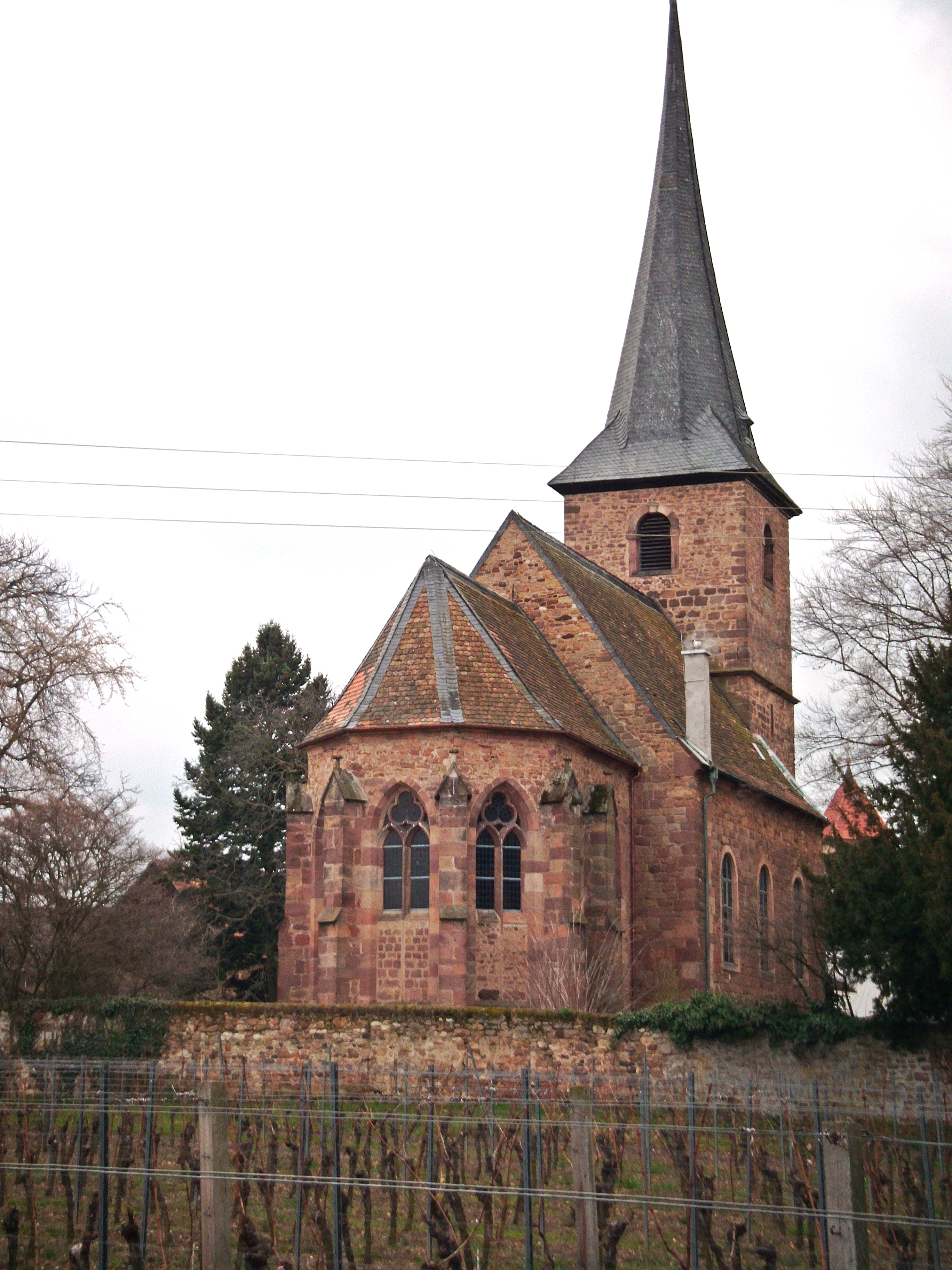
Protestantische Kirche
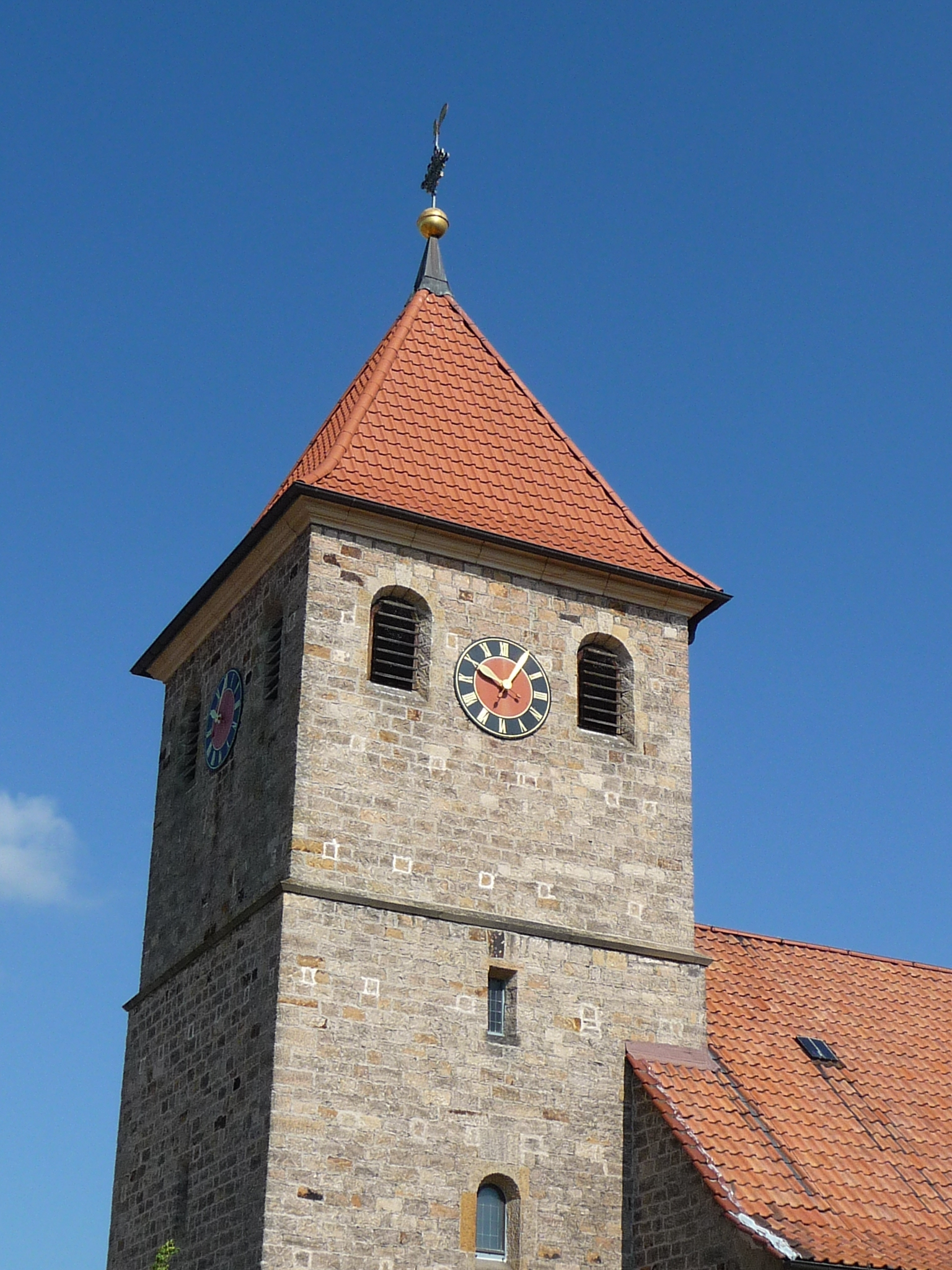
Katholische Kirche St. Jakob
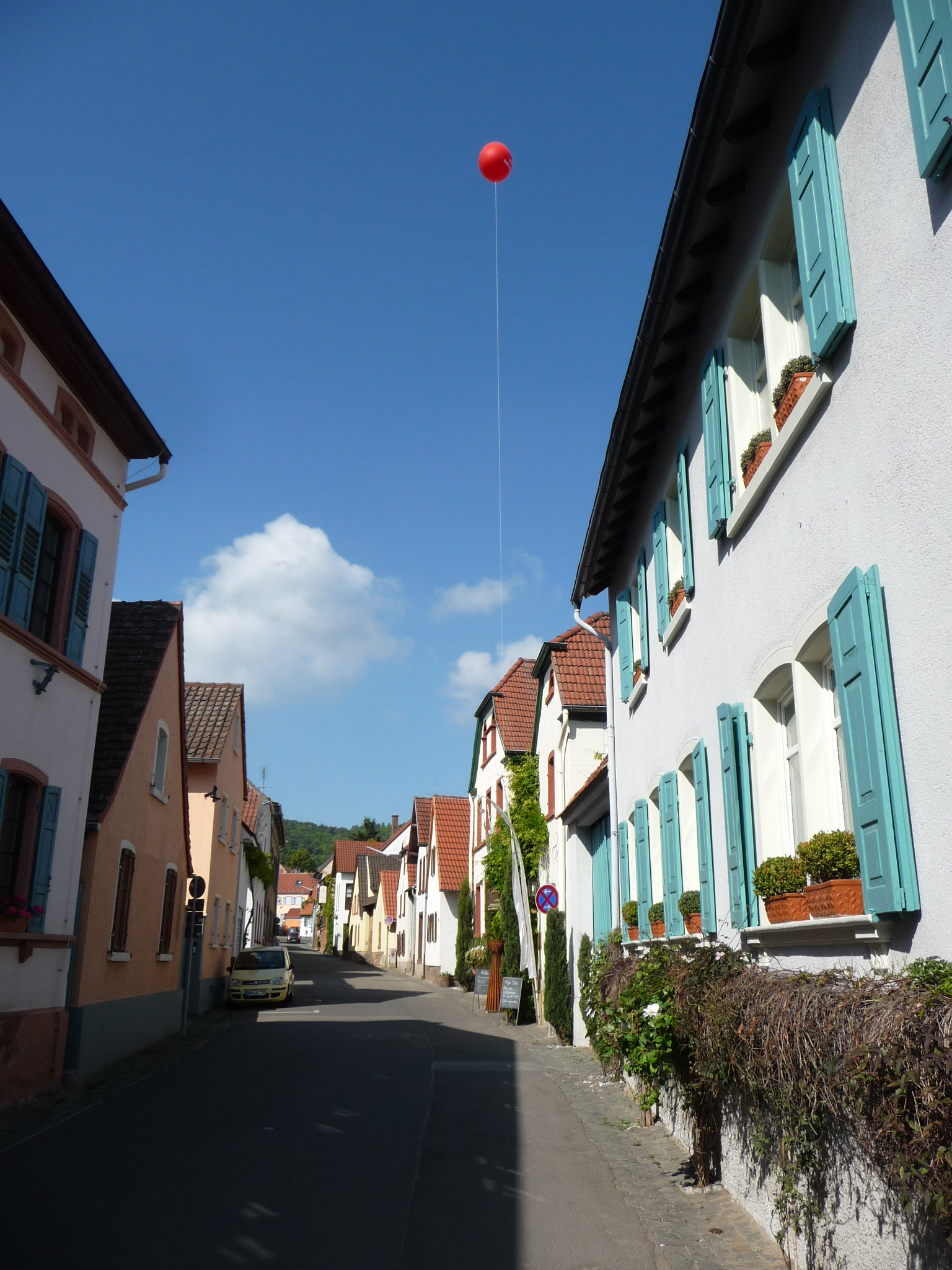
Ortsdurchfahrt
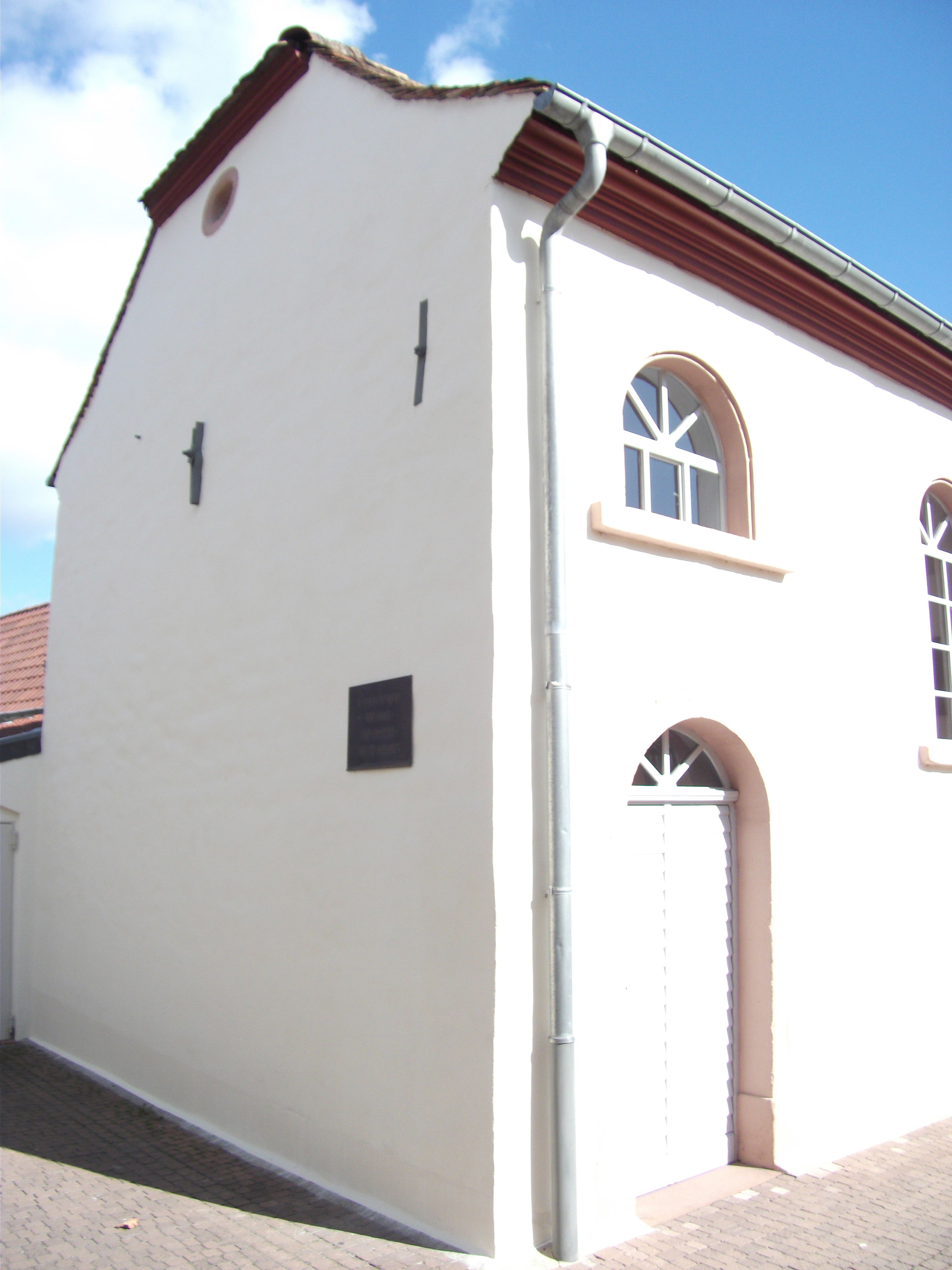
Synagoge
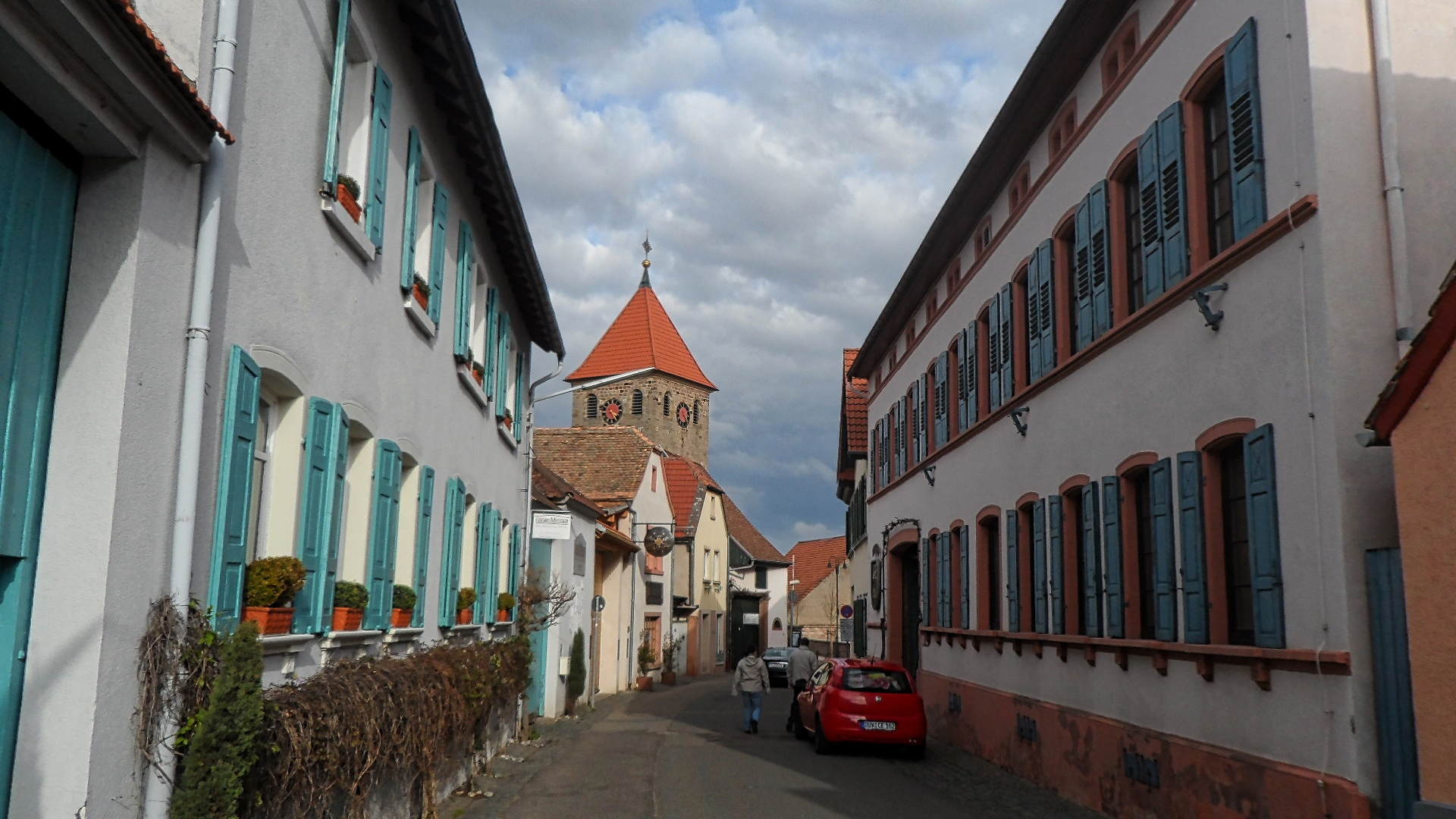
Hauptstraße mit Bürgerhaus (rechts)
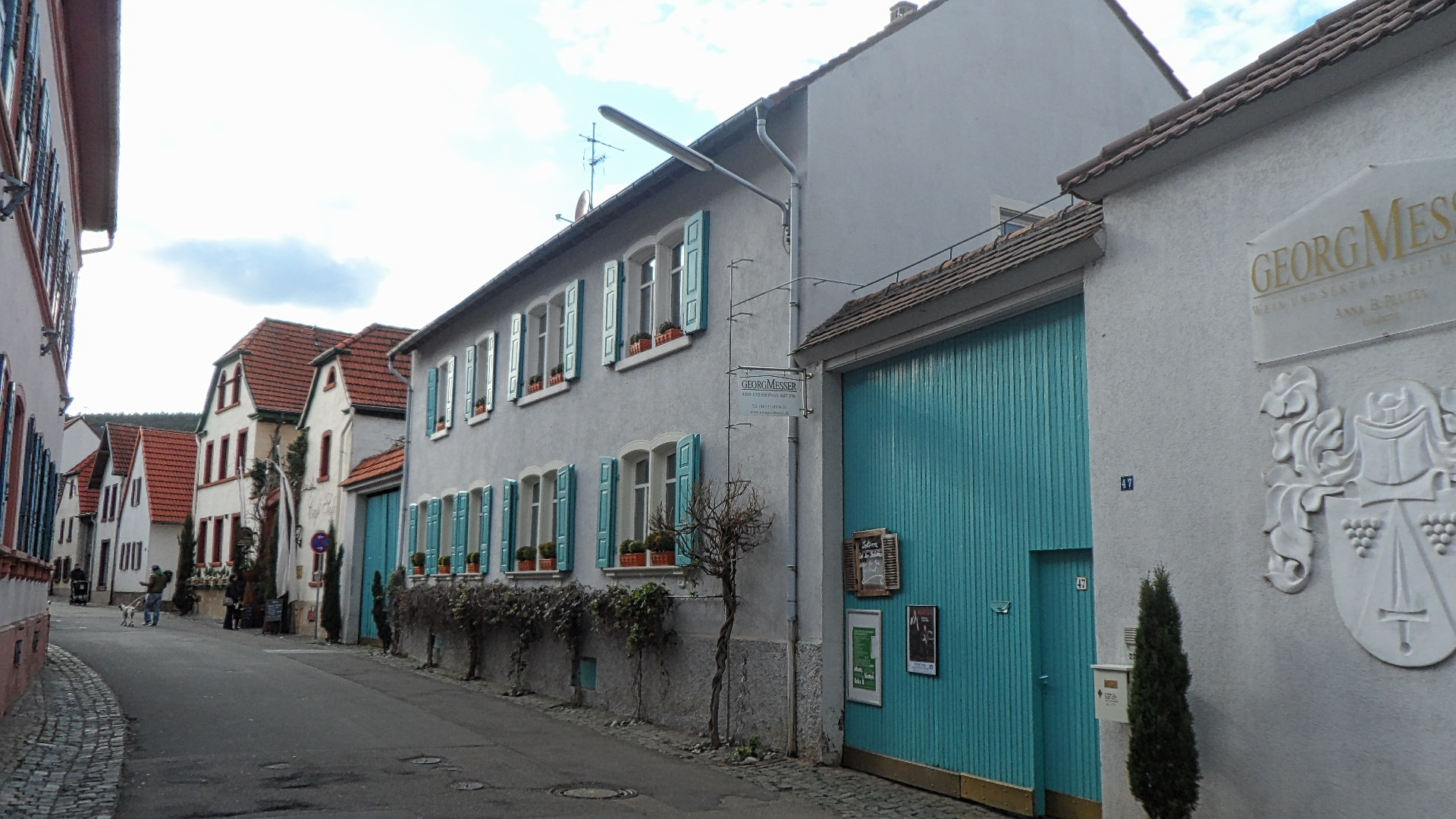
Hauptstraße, Nr. 47
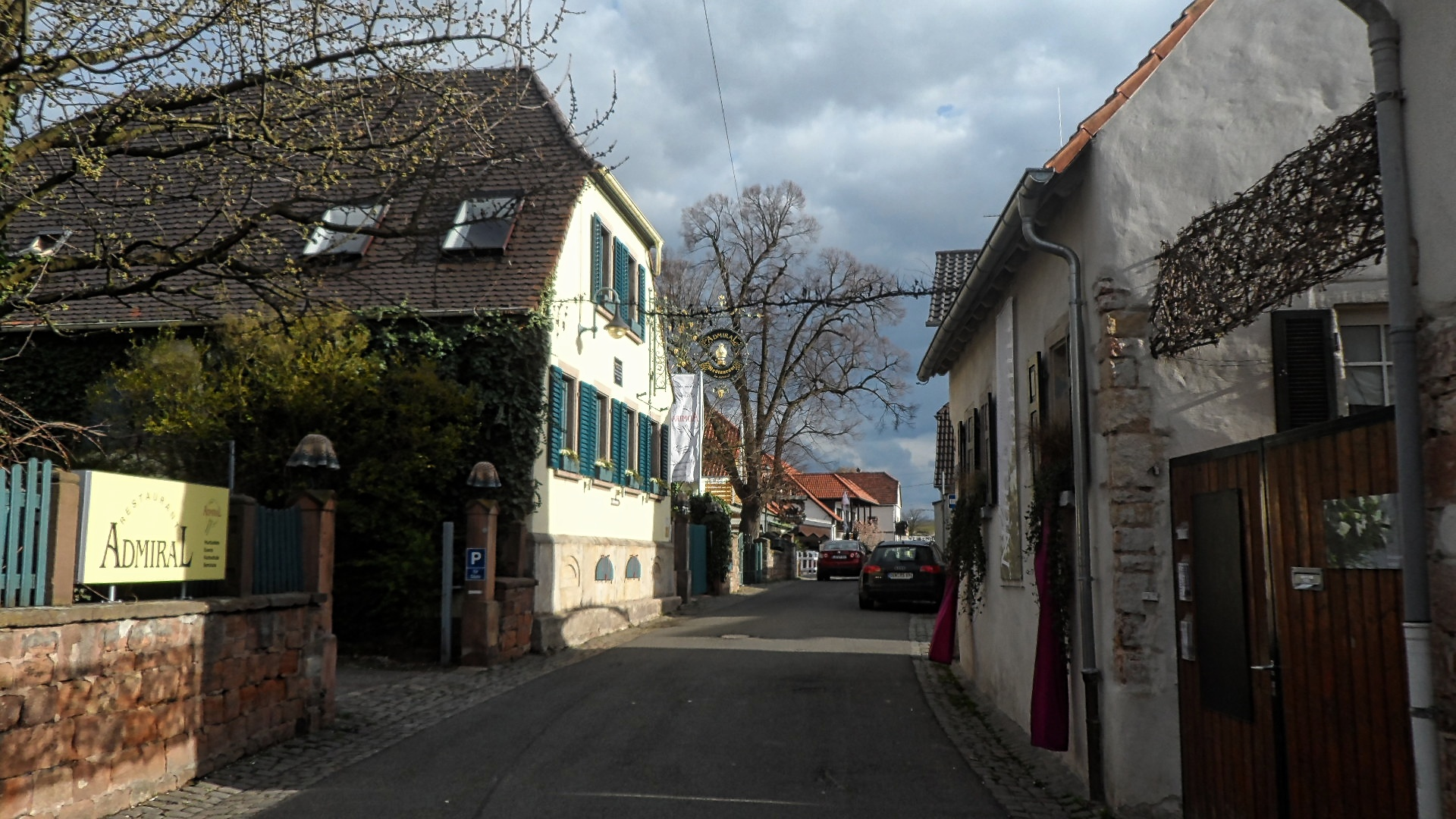
Leistadter Straße, Zum Admiral
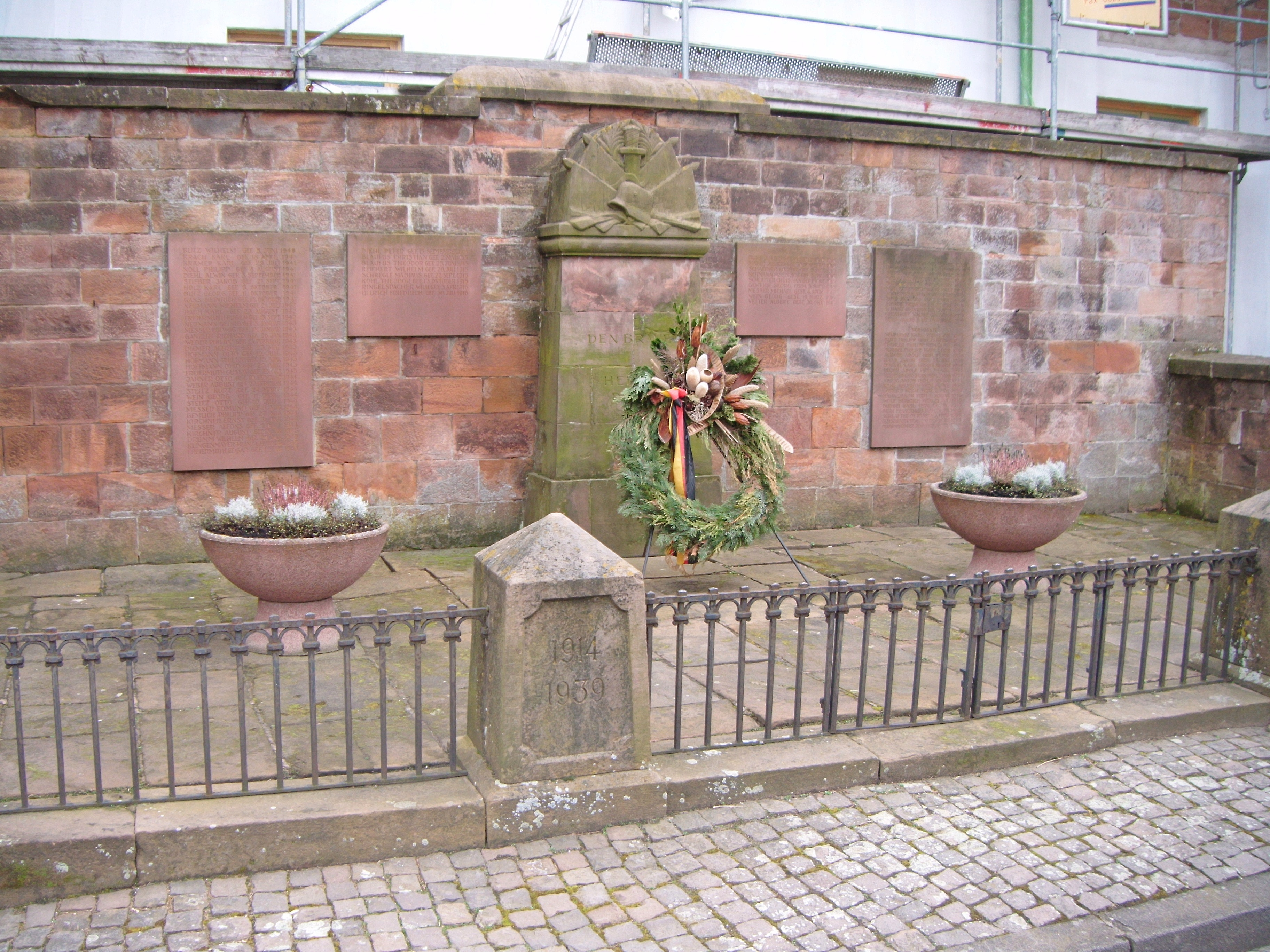
Kriegerdenkmal

### Natur

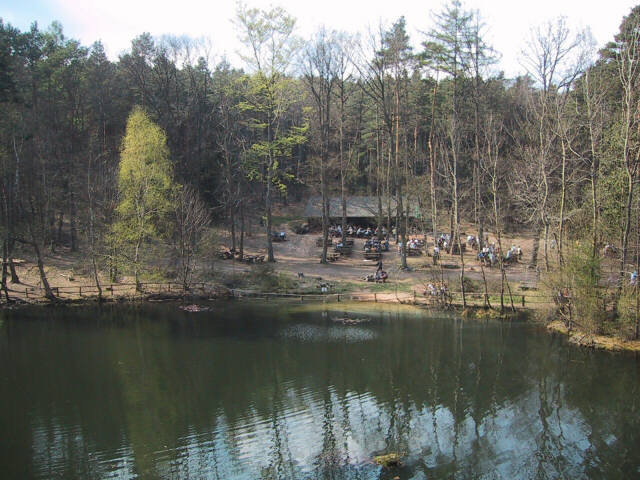
Ungeheuersee

Der Westen der Gemarkung liegt im Naturpark Pfälzerwald, der wiederum zum Biosphärenreservat Pfälzer Wald-Vosges du Nord gehört. Auf Gemarkung von Weisenheim am Berg befinden sich insgesamt acht Naturdenkmale, darunter der Ungeheuersee, der von Mischwald umschlossen ist.

### Regelmäßige Veranstaltungen
- Am ersten Wochenende im Mai findet die Weinwanderung in der nahegelegenen Flur statt.
- Am verlängerten Wochenende um Christi Himmelfahrt findet als größte regelmäßige Veranstaltung Weisenheims das traditionelle Partnerschafts-, Wein- und Heimatfest statt.
- Alljährlich am vorletzten Wochenende im August wird die Dorfkerwe & Winzertafel, ein Winzerfest gefeiert.
- Am Sonntag vor dem Volkstrauertag findet das Stutzenfest statt, bei dem traditionell die Neubürger „gestutzt“, also eingebürgert werden.

## Wirtschaft und Infrastruktur

### Wirtschaft
Weisenheim am Berg ist ein Winzerort und als solcher Teil des Weinanbaugebiets Pfalz. Vor Ort befinden sich die Einzellagen Mandelgarten (124,7 ha), Sonnenberg(72,1 ha), die zur Großlage Kobnert gehören, und Vogelsang(123,5 ha) als Teil der Großlage Feuerberg. Vor Ort existiert eine Filiale der VR Bank Mittelhaardt. Darüber hinaus ist in Weisenheim das von Guide Michelin ausgezeichnete Restaurant Admiral ansässig. Seit 2013 ist die Gemeinde Sitz der Merks Scheunenbrauerei.

### Verkehr
Die Landesstraße 517 führt in Nord-Süd-Richtung durch die Gemeinde; von dieser zweigen die Landesstraße 522 nach Frankenthal und die Kreisstraße 1 nach Kirchheim ab. Östlich verläuft die Bundesstraße 271, die im Norden zur Bundesautobahn 6 führt.
Im nahen Herxheim am Berg befindet sich ein Haltepunkt der Pfälzischen Nordbahn. Von Bad Dürkheim aus fährt die Rhein-Haardtbahn nach Ludwigshafen am Rhein und Mannheim. Weisenheim am Berg liegt im Tarifgebiet des Verkehrsverbunds Rhein-Neckar.

### Bildung
In Weisenheim gibt es eine Kindertagesstätte sowie eine Grund- und Realschule plus.

### Tourismus

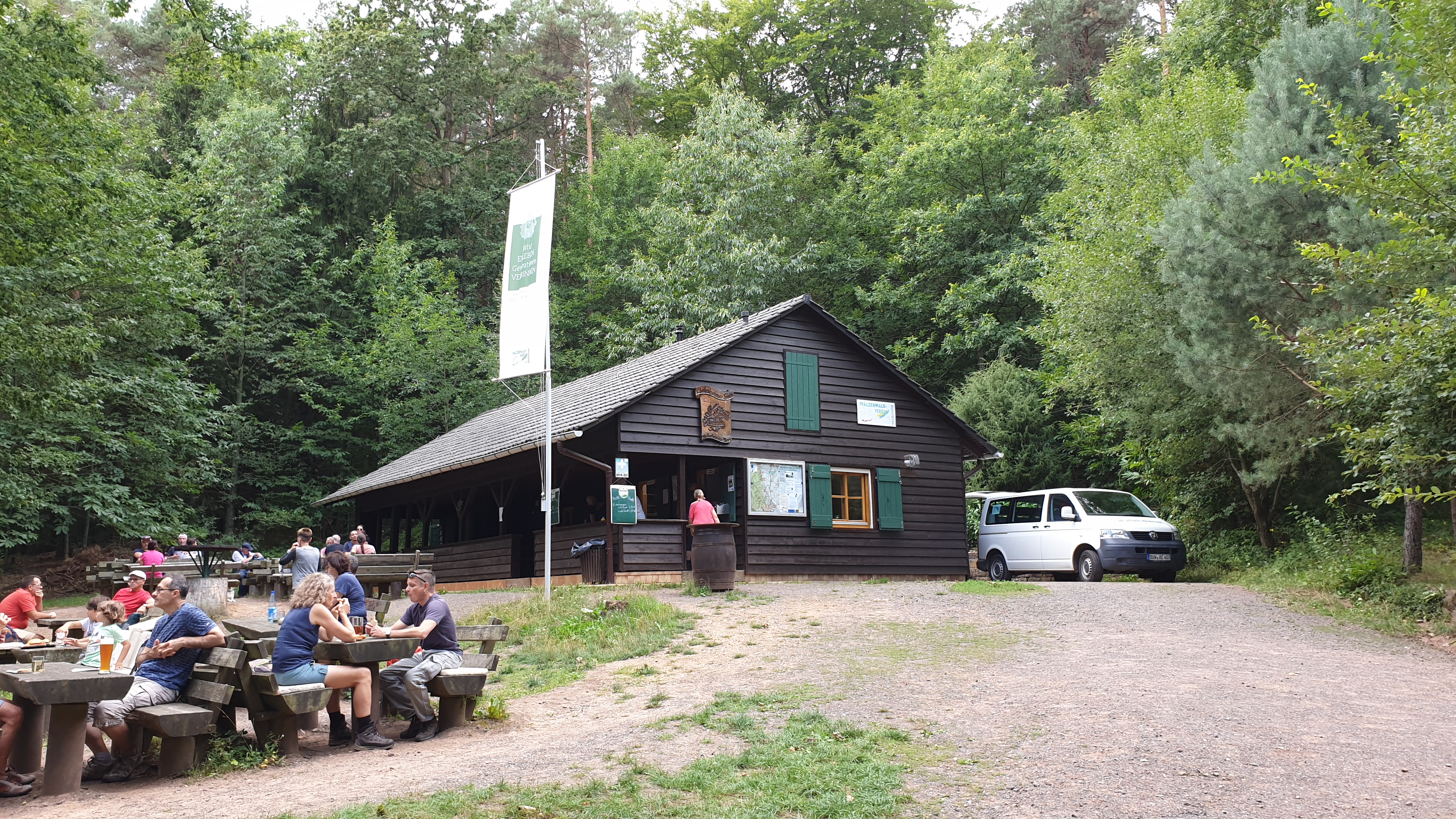
Weisenheimer Hütte

Auf der Waldgemarkung befindet sich die vom Pfälzerwald-Verein betriebene Weisenheimer Hütte am Ungeheuersee, in der Bewirtung stattfindet. Durch Weisenheim verlaufen die Deutsche Alleenstraße, der Radweg Deutsche Weinstraße, der Pfälzer Mandelpfad sowie ein Wanderweg, der mit einem roten Balken gekennzeichnet ist und von Neuleiningen bis nach Siebeldingen führt.
Durch die Waldgemarkung führen außerdem der Prädikatswanderweg Pfälzer Weinsteig, der mit einem blauen Balken gekennzeichnete Fernwanderweg Staudernheim–Soultz-sous-Forêts, der Leininger Burgenweg sowie ein Wanderweg, der mit einem grünen Kreuz gekennzeichnet ist und der von Freinsheim bis zum Erlenkopf führt. Hinzu kommt einer, der mit einem weiß-blauen Balken markiert ist und von Battenberg bis nach Wörth am Rhein führt.

## Persönlichkeiten

### Ehrenbürger
- Otmar Fischer (1934–2022), evangelischer Pfarrer, Ortsbürgermeister und Mundartprediger
- Georg Blaul (* 1950), Ortsbürgermeister

### Söhne und Töchter der Gemeinde
- Otto Georgens (* 1950), Weihbischof im Bistum Speyer

### Personen, die vor Ort gewirkt haben
- Karl Gayer (1822–1907), Forstwissenschaftler, war von 1851 bis 1855 Revierförster in Weisenheim am Berg.
- Irmtraud Heym, Trägerin des Bundesverdienstkreuzes
- Hieronymus Hofer (1815–1890), evangelischer Geistlicher, Sozialreformer, 1844 bis 1859 Pfarrer von Weisenheim
- Ferdinand Kolberg (* 1941), Träger des Bundesverdienstkreuzes
- Johann Georg Lehmann (1797–1876), Pfarrer und Historiker, hatte ab 1828 die evangelische Pfarrstelle in Weisenheim am Berg inne.
- Hans-Günter Neues (1950–2016), Fußballspieler und -trainer, lebte vor Ort
- Theo Rörig (1940–2022), Bildhauer, gestaltete den Altarraum der katholischen Kirche in Weisenheim am Berg.